# Хунвіл
Гунуіл (Хунвіл, Hunuil Unilt, Huneil, Wnult, Hunila, Hunwil, Hunull d'Ostrogothie) — "несприйнятливий до чар", другий король остготів з династії Амалів (250—280) групи готських племен, що мешкали та теренах сучасної України. 

## Життєпис
Народився близько 210 у Готікскандзі, помер у 280 в Скіфії (сучасна Україна).
Належав до сьомого покоління готських вождів, син Остроготи та батько Атала М'якого.
| Попередник Острогота | Король остготів 250—280 рр. | Наступник Атал М'який |